# آرماندو فرانیا
آرماندو فرانیا (ایتالیایی: Armando Fragna؛ ‏۲ اوت ۱۸۹۸ – ۱۵ اوت ۱۹۷۲) یک آهنگساز اهل ایتالیا بود.
از فیلم‌ها یا مجموعه‌های تلویزیونی که وی در آن‌ها نقش داشته‌است می‌توان به میخانه سرخ و توتو تارزان اشاره نمود.